# Odi

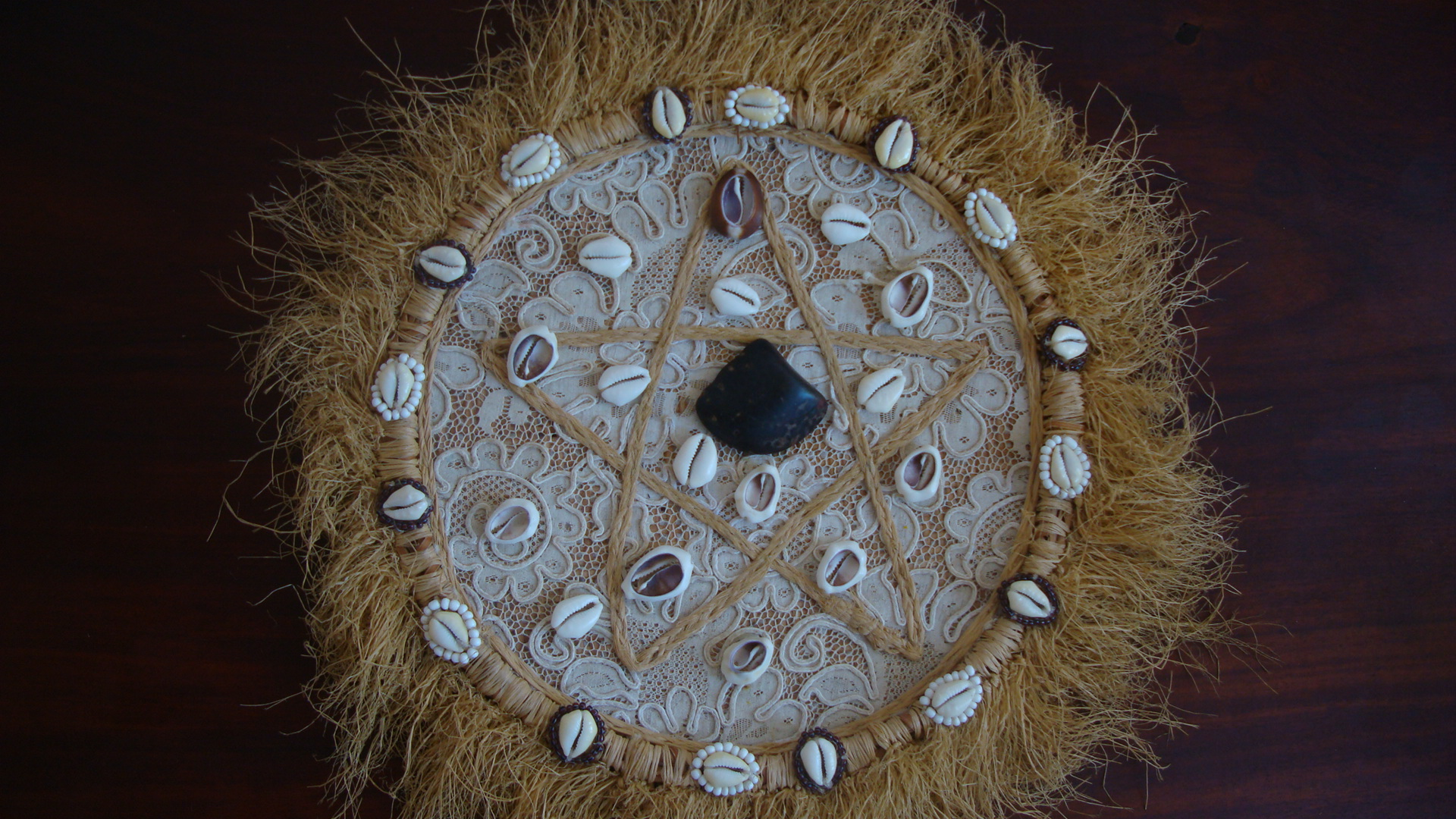
Odi

Odi é um odu do oráculo de ifá, representado no merindilogum com sete conchas abertas pela natureza e nove fechadas. Nesta caída responde Exu, Ogum, Obá, Oiá. Significa perigo iminente. O Babalorixá tem que levantar-se do jogo e despachar a porta da casa com água sagrada. Apesar dos problemas inerentes a esta caída, o consulente tem caminhos para ser afortunado.